# Saudali
Saudali, oficialmente denominada Frigorífico Industrial Vale do Piranga S/A, é uma empresa brasileira do setor de alimentos, especializada em carnes suínas. Fundada no ano 2000, tem sede em Ponte Nova, estado de Minas Gerais, e é uma das principais indústrias do setor suinícola da região Sudeste do Brasil.

## História
A empresa foi fundada por produtores de suínos do Vale do Piranga visando agregar valor à cadeia produtiva da carne suína. Desde sua criação, passou por diversas etapas de expansão e modernização. Em 2017, a Saudali investiu R$ 31 milhões na ampliação da planta fabril, aumentando sua área construída para cerca de 26 mil m² e a capacidade de abate para 3.500 suínos por dia.
Em 2019, a empresa participou da Anuga, a maior feira de alimentos do mundo, na Alemanha, como parte de sua estratégia de expansão internacional. Naquele período, a Saudali já havia conquistado mercados na África, Ásia, Leste Europeu, Mercosul e América Central, além de ter obtido autorização para exportar para a Rússia.

## Estrutura e localização
A planta principal da empresa localiza-se em Ponte Nova, ocupando cerca de 26 mil m². A capacidade de abate atual gira em torno de 2.700 suínos por dia. A empresa mantém centros de distribuição e filiais logísticas em Vitória da Conquista e Barra do Choça (BA), Brasília (DF) e Cariacica (ES).

## Produtos
A empresa possui um portfólio com mais de 230 produtos derivados da carne suína, organizados nas seguintes linhas:
- Saudali – linha tradicional de carnes e embutidos;
- Apreciatta – produtos premium temperados e defumados;
- Pantaneira – linha com cortes nobres endossada por Sérgio Reis;
- Food Service – produtos destinados a bares, restaurantes e cozinhas industriais;
- Saborear – petiscos e produtos prontos para feijoada e lanches;
- Linha Festa — cortes especiais para ocasiões comemorativas;
- In Natura — carnes frescas e congeladas para preparo doméstico.[5]

## Qualidade e certificações
A produção da Saudali é fiscalizada integralmente pelo Serviço de Inspeção Federal (SIF), garantindo conformidade com padrões sanitários e de segurança alimentar. Em 2015, recebeu o “Certificado de Excelência” do Carrefour em reconhecimento às boas práticas de abate, habilitando a empresa ao selo “Garantia de Origem”.

## Sustentabilidade
A empresa opera com uma Estação de Tratamento de Água (ETA) própria, além de sistemas de monitoramento de efluentes e emissões atmosféricas. A Saudali realiza automonitoramento contínuo para garantir conformidade ambiental. Também realiza ações sociais e ambientais com a comunidade local.

## Responsabilidade social
A empresa realiza diversas ações de responsabilidade social e envolvimento com a comunidade, incluindo:
- Apoio à Saúde: A Saudali participa de iniciativas de apoio a hospitais da região. Em 2020, em parceria com a Bartofil, doou R$ 54 mil para a construção de um Centro de Referência em Covid-19 no Hospital Arnaldo Gavazza.[8] Em 2021, foi uma das empresas que apoiaram financeiramente a reforma da Unidade de Radioterapia do Hospital de Nossa Senhora das Dores (HNSD).[9] No ano de 2023, doou, juntamente com outras empresas, R$ 30 mil para a aquisição de 45 poltronas para o serviço de hemodiálise do HNSD.[10]
- Incentivo à Cultura: Por meio da Lei Rouanet de Incentivo à Cultura, a Saudali patrocina projetos culturais locais, como o "Projeto Banda Itinerante" da Corporação Musical Santíssima Trindade.[11][12]
- Parcerias Comunitárias: A empresa é parceira do Rotary Club de Ponte Nova no programa "Empresa Cidadã", que apoia projetos sociais da instituição.[13]
- Fomento ao Desenvolvimento Regional: Seus diretores participam ativamente de discussões sobre o desenvolvimento econômico da região, como em reuniões com o poder público para debater Arranjos Produtivos Locais (APL)[14] e em encontros com o governo estadual para tratar de pautas de infraestrutura e saúde.[15]

## Inovação tecnológica
Em 2023, a Saudali adquiriu uma linha completa e automatizada de produção de presuntos da empresa Metalquimia, com capacidade de até 40 toneladas por dia. A linha representa um dos sistemas mais modernos de processamento cárneo da América Latina, garantindo maior eficiência e padronização da produção.

## Resultados financeiros
Em 2020, o faturamento da empresa alcançou R$ 755 milhões, com lucro de R$ 41 milhões. Em 2021, as projeções indicavam receita próxima a R$ 903 milhões. A Saudali figura entre as 10 maiores empresas do setor de suínos no Brasil e já integrou rankings da revista Exame como uma das melhores do agronegócio.

## Prêmios e reconhecimentos
A Saudali foi premiada em diversas edições do Prêmio Top BGA (Bolsa de Gêneros Alimentícios do RJ) e recebeu outras distinções por desempenho empresarial e ações sociais, como o Troféu Gente Nossa e homenagens da comunidade local e entidades filantrópicas.